# Aleutian Range
Aleutian Range är en bergskedja i sydvästra Alaska som sträcker sig från sjön Chakachamna (130 km sydväst om Anchorage) till ön Unimak på spetsen av Alaskahalvön. Den inkluderar samtliga berg på halvön och omfattar ett stort antal aktiva vulkaner. Fastlandsdelen av bergskedjan är ungefär 1 000 km lång. De aleutiska öarna är geologiskt sett en förlängning av bergskedjan och sträcker sig ytterligare 1 600 km ut i Stilla havet. Aleutian Range omfattar dock bara den del som ligger på fastlandet och på Unimak. Ibland anses även Tordrillo Mountains, som ligger strax norr därom, tillhöra Aleutian range. Bergskedjan består till största delen av väglös vildmark och Katmai National Park and Preserve, en stor nationalpark, kan bara nås via båt eller flyg.
Kärnan av Aleutian range kan delas in i tre grupper. Listade från sydväst till nordöst är de:
- Bergen på Alaskahalvön och Unimak
- Chigmit Mountains
- Neacola Mountains

Se Aleutiska öarna för fortsättningen på bergskedjan väst om Unimak.

## Nämnvärda berg i Aleutian range
- Mount Redoubt (3 109 m), Chigmit Mountains
- Mount Iliamna (3 054 m), Chigmit Mountains
- Mount Neacola (2 873 m), Neacola Mountains
- Mount Shishaldin (2 857 m), Unimak
- Mount Pavlof (2 715 m), Alaskahalvön
- Mount Veniaminof (2 508 m), Alaskahalvön
- Isanotski peaks (2 446 m), Unimak
- Mount Denison (2 318 m), Alaskahalvön
- Mount Griggs (2 317+ m), Alaskahalvön
- Mount Douglas (2 153 m), Alaskahalvön
- Mount Chiginagak (2 134 m), Alaskahalvön
- Double Peak (2 078 m), Chigmit Mountains
- Mount Katmai (2 047 m), Alaskahalvön
- Mount Pogromni (2 002 m), Unimak